# Вуаймо, Шарль
Андре Шарль Вуаймо (фр. André-Charles Voillemot; 1822, Париж — 1893) — французский художник.

## Биография

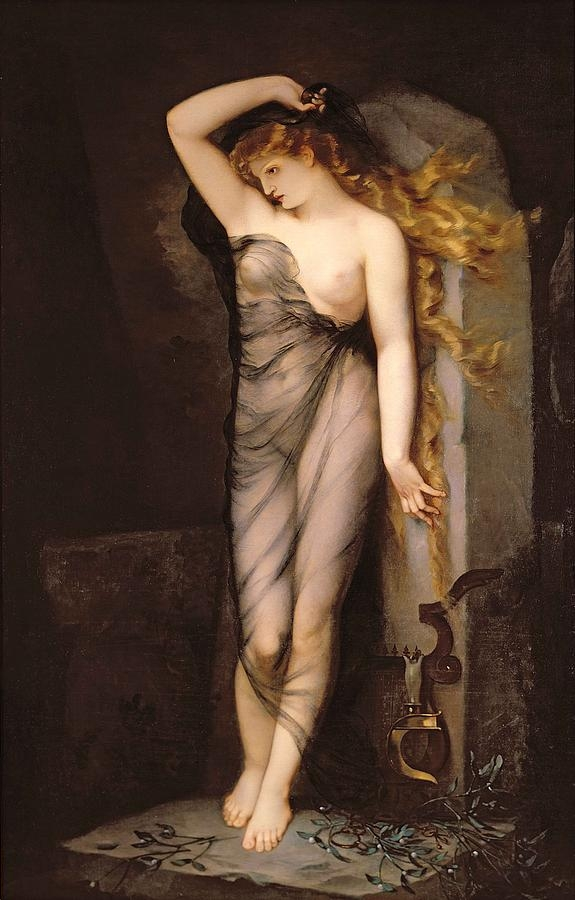
Шарль Вуаймо. Веледа, 1869 год.

Окончил Академию изящных искусств в Париже, ученик Мишеля Мартена Дроллинга. В 1850—1870-е годы регулярно выставлялся в Салоне. Внимание критики привлекла его «Веледа» (1869), изображающая мифическую древнегерманскую пророчицу в почти куртуазном ключе: по мнению Армана Сильвестра, впрочем, картина эта весьма поэтична по композиции, но собственно живопись её достаточно плоская и заурядная.
В 1855 году расписал плафоны потолка в построенном по проекту Лефюэля новом театре дворцового комплекса Фонтенбло (так называемый Театр Наполеона III). Гравюрами Феликса Бракмона по рисункам Вуаймо был иллюстрирован ряд поэтических сборников, в том числе «Акробатические оды» Теодора де Банвиля (1857) и первая книга ученика Банвиля Альбера Глатиньи «Дикий виноград» (1860); оба, в свою очередь, посвятили художнику по стихотворению: Банвиль — «Омфалу», Глатиньи — «Смерть Роланда».